# Ihor Levchenko
Ihor Levchenko (ukrainska: Ігор Олександрович Левченко, translittererat till svenska: Ihor Oleksandrovytj Levtjenko), född 23 februari 1991, är en ukrainsk fotbollsmålvakt som spelar för Metalurh Zaporizjzja.

## Karriär
Den 22 mars 2019 värvades Levchenko av AFC Eskilstuna. I januari 2020 värvades han av georgiska Dinamo Batumi.